# Albert Vidal Paz
Albert Vidal Paz   (Barcelona, 1946) és un actor i autor català. Mim, bard i recreador del llenguatge teatral, ha desenvolupat més de mig centenar d'obres entre teatre visual, performances d'art, curtmetratge, vídeo, fotografia i música.

## Biografia
Va entrar en món del teatre a la seva ciutat natal i més tard, també en el marc del teatre independent, en el grup Teatro Ara de Màlaga i en l'ambient del cafè-teatre madrileny. Va iniciar un periple de formació i desenvolupament a Europa amb mestres com Jacques Lecoq o Dario Fo, experiències que arribarien a atorgar-li títol de "mestre de l'art de la veu i el moviment". A partir de 1976, obert el procés democràtic espanyol, va tornar a Barcelona, on més tard va muntar la seva pròpia companyia. En aquest primer període com a autor va imposar part del seu estil, estètica i ideologia professional en el muntatge de l'espectacle El bufó, com a únic intèrpret i autor del text, amb música de Philippe Capdenat.
A més de la seva presència en les activitats culturals espanyoles, ha treballat com a actor estable de la Companyia de Darío Fo a Milà, en llengua francesa pel Theatre National Populaire sota la direcció de David Esrig, associat amb Estabros Doufexis per l'Stadt Theater de Bielefeld a Alemanya; i com a col·laborador en la Companyia Mai Juku de Min Tanaka en Pla B de Tòquio, on va ampliar tècniques amb Kazuo Ohno.
Després d'haver estudiat dansa topeng a Bali, «butoh» al Japó i danses de possessió «borí» a Níger, Vidal va concebre a principis de la dècada de 1990, el que ell mateix denomina "art tel·lúric", que va ser presentat a l'Institute of Contemporary Arts de Londres amb bon acolliment per part de la crítica internacional. En aquest capítol de la seva activitat es desenvolupen els primers cants tel·lúrics en l'Índia, nord de la Península Ibèrica i Mongòlia.
En el sector audiovisual, ha participat una vintena de pel·lícules i en diverses produccions televisives. La major part de la seva obra ha estat representada en festivals de teatre d'Europa, Centreamèrica, Estats Units, Canadà i Japó.